# Кучимов, Абдусаид
Абдусаид Кучимов (узб. Abdusaid Koʻchimov; род. 15 мая 1951 года, город Ургут, Самаркандская область, Узбекская ССР, СССР) — узбекский журналист, генеральный директор Национального информационного агентства Узбекистана (с 2017 года), председатель Национальной телерадиокомпании Узбекистана (1997—2005).

## Биография
Родился 15 мая 1951 года в городе Ургуте Самаркандской области (Узбекистан), в семье садовника. С ранних лет он начал писать детские книги и стихи; до 17 лет жил и учился в Ургутe.
В 1968 году поступил в факультет узбекского языка и литературы Ташкентского государственного педагогического института имени Низами.
Трудовую деятельность начинал корректором в издательстве «Укитувчи».
Затем работал литературным сотрудником, заведующим отделом, ответственным секретарем, главным редактором в детской газете[какой?]. Также был:
- ответственным секретарём в журнале «Шарк юлдузи»,
- заместителем председателя Союза писателей Узбекистана[2],
- заведующим отделом Кабинета Министров Республики Узбекистан[2],
- заместителем председателя Национальной телерадиокомпании Узбекистана,
- руководителем Информационного центра Аппарата Президента Республики Узбекистан[2],

В 1990—1994 гг. — депутат Верховного Совета Узбекистана;
1994—1999 и 1999—2004 гг. — был избран депутатом Олий Мажлиса Республики Узбекистан.
1997—2005 — председатель Национальной телерадиокомпании Узбекистана,
- генеральный директор телерадиоканала «Тошкент» (до 14 апреля 2005 года)[4],

В 2006 году назначен главным редактором газеты «Хабар» Министерства по развитию информационных технологий и коммуникаций.
10 августа 2017 года назначен на должность генерального директора Национального информационного агентства Узбекистана (УзА).

### Литературная деятельность
Абдусаид Кучимов — писатель, автор около двадцати поэтических и прозаических книг.

### Личная жизнь
Есть 2 дочери и сын.

### Награды
- Почётная грамота Республики Узбекистан (1992)[6]
- Медаль «Шухрат» (1994)[7]
- Заслуженный журналист Республики Узбекистан (1997)[8]
- Орден «Мехнат шухрати» (1999)[9]